# Lorenzo Lorenzini
Lorenzo Lorenzini (Firenze, 27 ottobre 1652 – Firenze, 6 aprile 1721) è stato un matematico italiano. 
È noto per il suo trattato sulle sezioni coniche (in quattro volumi manoscritti), che scrisse mentre era imprigionato nella fortezza di Volterra.

## Biografia
Lorenzo Lorenzini manifestò fin da giovane una spiccata inclinazione per la matematica e divenne uno degli allievi prediletti di Vincenzo Viviani. Continuò a collaborare con il maestro anche dopo essere divenuto, nel 1675, aiutante di camera del gran-principe Ferdinando de' Medici. La brillante carriera del giovane matematico s'interruppe improvvisamente nell'aprile 1681, quando, su ordine di Cosimo III, egli fu arrestato insieme al fratello minore Stefano. I capi d'imputazione non vennero mai chiariti, ma probabilmente i due erano responsabili di aver agevolato la corrispondenza segreta tra il gran-principe Ferdinando e sua madre, Margherita Luisa d'Orléans, la quale era rientrata in Francia dopo la separazione dal Granduca Cosimo III.

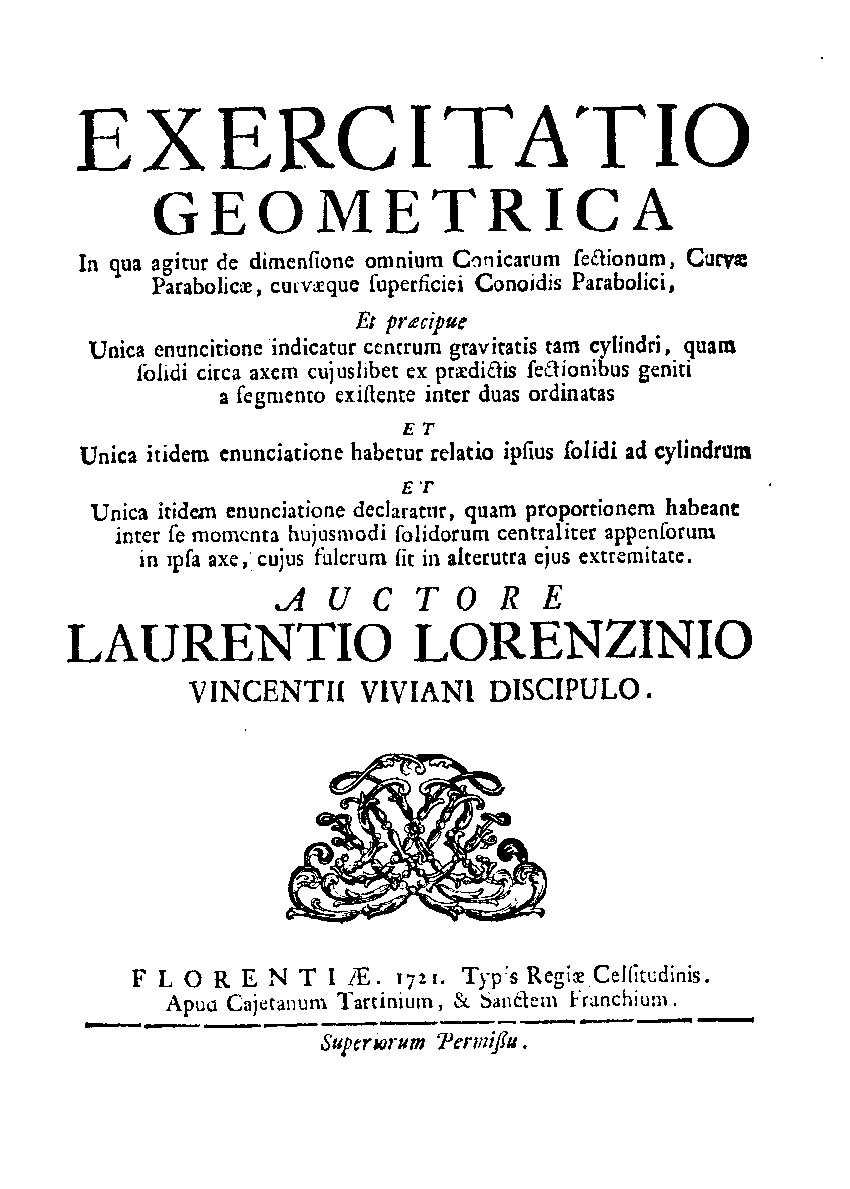
Exercitatio geometrica, 1721

I fratelli Lorenzini vennero condannati a 20 anni di reclusione e furono condotti nella Fortezza Medicea di Volterra. Quando Lorenzini manifestò il desiderio di avere qualche libro di matematica, gli venne concesso. Ma il direttore del carcere, avendo visto nei libri segni algebrici e figure geometriche, ed avendoli scambiati per formule magiche, non li volle lasciare passare. Malgrado queste difficoltà Lorenzini scrisse un pregevole trattato De sectionibus conicis et cylindricis et earumdem solidis lib. XII, opera che rimase inedita. Fu invece pubblicata la Exercitatio geometrica. L'opera venne edita a Firenze a cura di Giovanni Gaetano Bottari pochi mesi dopo la morte dell'autore. La Exercitatio geometrica fu recensita positivamente negli Acta Eruditorum (febbraio 1723, pp. 73 s.)

## Opere
- (LA) Exercitatio geometrica, Firenze, Giovanni Gaetano Tartini & Santi Franchi, 1721.